# موسى زغيب

موسى زغيب شاعر لبناني من أشهر شعراء الزجل في لبنان والوطن العربي، الملقَّب بـ«المَلِك»، وُلِدَ في حراجل عام 1937. واعتلى المسرح حين كان في السابعة عشرة من عمره، وظلَّ رفيقَ الشاعر خليل روكز حتّى وفاة هذا الأخير عام 1962. وبعده رئس جَوقة «خليل رُوكز»، ثمّ غيّرَ الاسم إلى «جَوقة القلعة» التي لا يزال رئيسَها. ويُعتبَر موسى زغَيب القُطب الأكبر في مُباريات التحدّي بين الفِرَق الزجَليّة في لبنان؛ وهو يختار خصومَه برويّة، ولا يقبل النـِّزال مع أيٍّ كان. وتقديرًا لجهوده وشعره المميَّز منحَته الحكومة اللبنانية وسام الاستحقاق اللبناني عام 1973، «لِنَشرِه رسالةَ التُّراث اللبنانيّ في لبنان وجميع بلدان الاغتراب.» ويتميّزُ شعرُ زغَيب بالعمق والصعوبة؛ فهو إنّما «ينحتُ من صخر»، مُقارَنًا مع الزغلول الذي وكأنّه «يغرف من بحر» لسلاسة تدفُّقه وسهولة انسياب أبياته وأُسلوبه السهل المُمتنِع. وموسى زغَيب خصمٌ عنيد وجبّارٌ صنديد يُحسَبُ له ألفُ حساب على المنبر. حصلَت عدّةُ لقاءات بين جَوقته وجَوقة الزغلول في المُشرِف وشتورا والمدينة الرياضيّة ومَيروبا والمتَين وعدّة أماكن أُخرى في لبنان وخارجه.
والغريب أن موسى زغيب وزين شعيب لم يتحاورا سوى في القرادي وكأنما كان هناك اتفاق لإتمام سلسلة النجاح الأسطوري لمواجهاته مع زغلول الدامور، حيث أنها لو حصلت برأي الكثيرين لطغت على باقي الحفلات بغض النظر عن المنتصر.
ولكن مهما قيل، ومهما يُقال، تبقى حفلةُ التحدّي الكبيرة التي جرَت بينه وبين زغلول الدامور في بيت مري الأنجح والأبقى على مَرّ الأيام. ورغم تعدُّد اللقاءات قبلها وبعدها، ففي رأي كثيرين من مُحبّي الشعر الزجَليّ ومُرافقي شُعرائه وحفلاته أو الذين لم يحضروا الحفلة هذه، بل سمعوا تسجيلاً لها، وبرأي هؤلاء الذين اتّصلوا يإذاعة «صوت العرب» يوم استضافت الزغلول، وكذلك في رأي معظم النقّاد، تتميّزُ حفلةُ بيت مِري بتفوُّق جميع الشعراء الذين غنَّوا ليلتَها حتّى الصباح. موسى نفسه أقرَّ بذلك. والزغلول صرَّح بأنّ حفلات التحدّي العديدة التي جرَت بينه وبين موسى قبل بيت مِري وبعدها «ما أخذت الصدى مثلها». فالضجّة والشهرة التي اكتسبتهما «مهرجانات القلعة»_مثلما تُعرَف أيضًا_ فريدة في لقاءات الفِرَق الزجَليّة؛ وهي تُذكِّرُنا بسوق عكاظ يومَ كان النابغة الذبياني حَكَمًا بين الشعراء المتبارين. ويُضيف الزغلول أنّ هذه الحفلة «جمعَت لبنان كلَّه... وكانت قبل الأحداث... حضرها حوالى أربعين ألف خليقة... ودام اللقاء حتّى الخامسة صباحًا، والناس لا تريد أن تذهب إلى بيوتها... ورغم العشرين حفلة تقريبًا غيرها، فحفلة بيت مِري لا تزال الأهمّ.»
تم تكريم الشاعر موسى زغيب في بلدته حراجل بتمثال كبير من نحاس 